# Kuryakistán
Kuryakistán es el sexto álbum de estudio del dúo argentino Illya Kuryaki and the Valderramas, lanzado en el 2001. Para el álbum de despedida temporal del dúo, Dante y Emmanuel compusieron cuatro temas nuevos: «A-diós», «Hermano» (ambos en homenaje a José Luis Miceli, fallecido mánager del grupo), «Masaje vainilla» y «She dances», a las que se agregan nuevas versiones de hits como «Abarajame», «Jaguar house», un remix de «Coolo» y otras rarezas. Luego de este álbum, tanto Dante Spinetta como Emmanuel Horvilleur siguieron con sus carreras solistas hasta el año 2011.

## Lista de canciones
1. A-Dios - 4:21
2. Abarajame 2001 - 4:11
3. Another one bites the dust - 4:57
4. Masaje (Vainilla) - 4:06
5. Expedición al Klama Hama - 5:15
6. Ninja mental - 3:53
7. Jaguar House 2001 - 5:00
8. Jennifer del Estero - 4:56
9. Remisero (New Mix) - 3:22
10. Jugo - 4:21
11. She dances - 3:43
12. Coolo (Remix Kuryakistan) - 4:26
13. Stop muerte (Amores Perros) - 4:30
14. Hermano - 12:21